# اينزو غوتيريز
اينزو غوتيريز (بالإسبانية: Enzo Gutiérrez) (28 مايو 1986 في الأرجنتين - ) هو لاعب كرة قدم أرجنتيني في مركز الهجوم. لعب مع بوكا جونيورز ونادي أونيفرسيداد دي تشيلي ونادي أوهيجينس ونادي بالستينو ونادي ماريتيمو ونادي مانتا لكرة القدم وClub Deportivo Universidad de San Martín de Porres ‏ ورينجرز دي تالكا.

## وصلات خارجية
- اينزو غوتيريز على موقع قاعدة بيانات كرة القدم.إي يو (الإنجليزية)
- اينزو غوتيريز على موقع Soccerway.com (الإنجليزية)
- اينزو غوتيريز على موقع عالم كرة القدم.نت (الإنجليزية)
- اينزو غوتيريز على موقع AS.com (الإسبانية)